# Plošno slikarstvo
Plošno slikarstvo je način slikanja kod kojega dominiraju linije kojima su ocrtani oblici, a boje se nanose ravnomjerno na podlogu tako da se ne mogu pročitati potezi. Tako nastaju likovi plošnog karaktera, a slike se pokoravaju plošnosti podloge. Takva djela nazivamo i dekorativnima jer ne stvaraju bilo kakvu iluziju dubine prostora ili igre svjetla i sjene, nego samo ističu dvodimenzionalnost slike. Ako se svjetlo i sjena i pojavi na takvim djelima, ono je ograničeno na ponavljanje obrisa oblika.
Takav način slikanja je odlika dječjeg slikanja, te primitivnih umjetnosti ili pretpovijesnih kultura, ali i azijskog slikarstva, kao i nekih vremenskih razdoblja u povijesti umjetnosti (Egipatska, Egejska umjetnost, Etrurska umjetnost, Bizantska umjetnost i Romanika), ali i nekih pravaca moderne umjetnosti 20. stoljeća (Fovizam, Kubizam, i dr.).